# Stazione di Lison (Francia)
La stazione di Lison (in francese gare de Lison) è una stazione ferroviaria situata nei comuni di Moon-sur-Elle (nel dipartimento della Manica) e Sainte-Marguerite-d'Elle (nel dipartimento del Calvados) lungo la ferrovia Mantes-la-Jolie - Cherbourg. Serve anche il vicino comune di Lison. È il capolinea orientale della ferrovia Lison-Lamballe.

## Storia
Fu attivata il 17 luglio 1858, quando la Compagnie des chemins de fer de l'Ouest aprì l'ultimo tratto della linea Mantes-la-Jolie - Cherbourg, da Caen a Cherbourg, permettendo ai treni di circolare tra Parigi e Cherbourg. Allora fu previsto che vi partisse la diramazione per Saint-Lô.
La diramazione per Saint-Lô fu aperta all'esercizio dalla Compagnie de l'Ouest il 1º maggio 1860. Nel 1879 fu prolungata fino a Lamballe, creando un collegamento tra le stazioni di Rennes e Caen via Lison.
Durante la seconda guerra mondiale la stazione fu gravemente colpita dai bombardamenti degli aerei alleati impegnati nella battaglia di Normandia del 1944.

## Movimenti
La stazione è servita dai treni regionali TER Normandie.